# Leading Tickles
Leading Tickles är en ort i Kanada.   Den ligger i provinsen Newfoundland och Labrador, i den östra delen av landet, 1 600 km öster om huvudstaden Ottawa. Leading Tickles ligger 80 meter över havet och antalet invånare är 407.
Terrängen runt Leading Tickles är platt. Havet är nära Leading Tickles åt nordost. Trakten runt Leading Tickles är nära nog obefolkad, med mindre än två invånare per kvadratkilometer.. Närmaste större samhälle är Triton, 14,4 km väster om Leading Tickles. 